# Lucy Renshall
Lucy Jade Renshall (* 11. Dezember 1995 in Whiston, Merseyside) ist eine britische Judoka. Sie war Europameisterschaftsdritte 2018.

## Sportliche Karriere
2011 war Lucy Renshaw Zweite der Kadetteneuropameisterschaften in der Gewichtsklasse bis 52 Kilogramm. Seit 2012 kämpft sie in der Gewichtsklasse bis 63 Kilogramm. 2014 belegte sie sowohl bei den Junioren-Europameisterschaften als auch bei den Junioren-Weltmeisterschaften den fünften Platz. 2015 wurde sie Junioren-Europameisterin und erhielt eine Bronzemedaille bei den Junioren-Weltmeisterschaften. 2016 gewann sie die Goldmedaille bei den U23-Europameisterschaften und gewann ihren ersten britischen Meistertitel.
2017 erreichte sie das Finale beim Grand-Slam-Turnier in Abu Dhabi und unterlag dann der Italienerin Edwige Gwend. Ende 2017 folgte der zweite britische Meistertitel. Bei den Europameisterschaften 2018 in Tel Aviv unterlag sie im Viertelfinale der Französin Clarisse Agbegnenou. Mit Siegen über die Österreicherin Tina Zeltner und über die Britin Alice Schlesinger erkämpfte Renshall die Bronzemedaille. 2019 erreichte sie das Finale beim Grand-Slam in Jekaterinburg und verlor gegen die Russin Darja Dawydowa. Bei den im Rahmen der Europaspiele 2019 in Minsk ausgetragenen Europameisterschaften schied Renshall in der ersten Runde gegen die Polin Karolina Talach aus. Zwei Monate später gewann Renshall ihre ersten beiden Kämpfe bei den Weltmeisterschaften in Tokio, im Achtelfinale schied sie gegen die Slowenin Tina Trstenjak aus. Nachdem 2020 wegen der COVID-19-Pandemie kaum Judoturniere stattgefunden hatten, kämpfte sich Lucy Renshall Anfang 2021 bei zwei Grand-Slam-Turnieren ins Viertelfinale. Im April 2021 erreichte sie das Finale beim Grand Slam in Antalya und siegte gegen die Venezolanerin Anriquelis Barrios. Nachdem sie bei den Weltmeisterschaften 2021 im Achtelfinale gegen die Slowenin Andreja Leški ausgeschieden war, verlor sie bei den Olympischen Spielen in Tokio ihren Auftaktkampf gegen die Japanerin Miku Tashiro. Ende 2021 gewann sie die Grand-Slam-Turniere in Baku und in Abu Dhabi.
Es folgte 2022 der Sieg beim Grand Slam in Antalya. Bei den Weltmeisterschaften in Taschkent wurde Renshall Siebte. Im Oktober gewann sie erneut den Grand Slam in Abu Dhabi. Im März 2023 folgte in Tiflis der nächste Grand-Slam-Sieg. Bei den Olympischen Spielen 2024 in Paris schied Renshall im Achtelfinale gegen die Österreicherin Lubjana Piovesana aus.